# Atlanersa
Atlanersa foi o oitavo rei da dinastia Napata do Reino de Cuxe que governou aproximadamente de 653 a 640 a.C., foi o sucessor de Tanutamon.
Diferentemente de seu antecessor, que concomitantemente foi o último faraó da XXVª Dinastia, o reinado de Atlanersa estava restrito à região de Cuxe, ao sul de Elefantina. Apesar disso, Atlanersa adotou os títulos dos faraós egípcios.

## Histórico
Alguns autores acreditam que Atlanersa era filho de Taraca outros indicam como pai Tanutamon, o que é mais provável. Sua mãe foi uma rainha cujo nome não foi totalmente preservado, mas terminava com ... salka. Alguns autores arriscam chamá-la de Asalka.  Atlanersa era casado com suas duas irmãs, Ieturou e Calisete. Além das irmãs teve outras esposas como Malotaral — mãe de seu sucessor Sencamanisquem - e Peltasen.
As evidências textuais e arqueológicas que sobreviveram do reinado de Atlanersa e de seu filho Sencamanisquem são insuficientes para qualquer discussão detalhada sobre as condições politicas, econômicas e sociais que prevaleciam em Cuxe nas décadas que se seguiram ao colapso do duplo reinado. A sucessão de um filho de Taraca e da Rainha [A]salka, que era membro da linhagem de sucessão feminina, atesta que houve uma continuidade política que não foi interrompida. O retorno para a linhagem principal de Taraca ao invés da linha secundária de Xabaca também provocou a mudança definitiva do cemitério real de el-Kurru para a necrópole de Nuri iniciada por Taraca.
Inscrições no templo B700 iniciado por Atlanersa aos pés da Montanha Pura (Jebel Barcal) em Napata indicam a continuidade orgânica da iconografia e tradições de estilo dos grandes templos da XXVª Dinastia e este trabalho continuou. Indiretamente, estes reflexos de uma continuidade institucional mais ampla, podem ser vistas nas grandes inscrições reais dos governos que vieram a seguir. Um esplêndido suporte esculpido na nave do templo B700 e datada do reinado de Atlanersa dá uma ideia do processo cultural que começou com o encerramento do duplo reinado e que se tornaria fundamental nos próximos séculos. Em um deles Atlanersa é apresentado com o título de Unificador das duas terras, que originalmente fazia parte de rito de entronamento do faraó egípcio e não incluía uma investidura cuxita. A ocorrência deste título no atual contexto indica uma reinterpretação desse rito particular como um ato religioso na legitimação real cuxita. Outros sinais desse processo de dissociação podem ser identificados na utilização da fraseologia egípcia usada para a regência, sendo utilizada em Cuxe com o uso continuo de dois títulos Preceptora do Egito e Preceptora de Cuxe originalmente utilizada para expressar um aspecto na regência do duplo reinado e adaptado agora em associação com a dualidade geracional (mãe do rei- esposa do rei) da rainha. Atlanersa foi enterrado na necrópole de Nuri na pirâmide Nu. 20